# Blauwkeeljuweelkolibrie
De blauwkeeljuweelkolibrie (Lampornis clemenciae) is een vogel uit de familie Trochilidae (kolibries).

## Verspreiding en leefgebied
Deze soort komt voor van de zuidwestelijke Verenigde Staten tot centraal Mexico en telt drie ondersoorten:
- L. c. phasmorus: Chisosgebergte in Texas.
- L. c. bessophilus: de zuidwestelijke Verenigde Staten en noordwestelijk Mexico.
- L. c. clemenciae: de zuidelijke Verenigde Staten via noordoostelijk, centraal en zuidelijk Mexico.

## Status
De grootte van de populatie is in 2019 geschat op 2 miljoen volwassen vogels. Op de Rode lijst van de IUCN heeft deze soort de status niet bedreigd.  